# Les Maîtres du vortex
Les Maîtres du vortex (titre original (en) : Masters of the Vortex) est un roman de science-fiction de l'écrivain américain Edward Elmer Smith paru en 1960. Ce roman est le septième et dernier volet du Cycle du Fulgur.

## Édition française
- E. E. « Doc » Smith, Les Maîtres du vortex, traduit de l'américain par France-Marie Watkins, Albin Michel, coll. « Super-Fiction », n°36, 1978,  (ISBN 2-226-00631-1).